# الجهتم (جبلة)

تعديل مصدري - تعديل

الجهتم محلة تابعة لقرية نقيل الاحروث، التابعة لعزلة الربادي بمديرية جبلة إحدى مديريات محافظة إب في الجمهورية اليمنية، بلغ تعداد سكانها 586 حسب تعداد اليمن لعام 2004.